# Эскадренные миноносцы типа 1934
Эскадренные миноносцы типа 1934 — тип эскадренных миноносцев, состоявший на вооружении кригсмарине во второй половине 1930-х — первой половине 1940-х годов.
Всего было построено 4 корабля этого типа. При закладке корабли получили традиционные для германского флота обозначения (Z от немецкого «Zerstörer» — эсминец), но уже в ходе строительства им были присвоены имена в честь морских командиров времён Первой мировой войны. Продолжением развития эсминцев этого типа стали эскадренные миноносцы типа 1934А. За пределами Германии эсминцы типов 1934 и 1934А известны по названию головного корабля как корабли типа «Леберехт Маасс». В официальных документах немецкого флота для них применялись только именные названия.

## Список эсминцев типа
| Название             | Верфь-строитель      | Дата закладки   | Дата спуска на воду | Дата вступления в состав флота | Дата вывода из состава флота/гибели | Судьба                                                                    | Ссылки |
| -------------------- | -------------------- | --------------- | ------------------- | ------------------------------ | ----------------------------------- | ------------------------------------------------------------------------- | ------ |
| Z-1 «Леберехт Маасс» | Deutsche Werke, Киль | 10 октября 1934 | 18 августа 1935     | 14 января 1937                 | 22 февраля 1940                     | По ошибке потоплен германским бомбардировщиком 22.02.1940 в Северном море |        |
| Z-2 «Георг Тиле»     | Deutsche Werke, Киль | 25 октября 1934 | 18 августа 1935     | 27 февраля 1937                | 13 апреля 1940                      | Взорван экипажем после израсходования боезапаса в Уфут-Фьорде, 13.4.1940  |        |
| Z-3 «Макс Шульц»     | Deutsche Werke, Киль | 2 января 1935   | 30 ноября 1935      | 8 апреля 1937                  | 22 февраля 1940                     | Подорвался на минах и погиб 22.02.1940 в Северном море                    |        |
| Z-4 «Рихард Байцен»  | Deutsche Werke, Киль | 7 января 1935   | 30 ноября 1935      | 13 мая 1937                    | 1945                                | Передан по репарациям Великобритании, продан на слом в 1949               |        |